# Leonardus Cornelius Michels
Leonardus Cornelius Michels (Schijndel, 23 oktober 1887 - Ubbergen, 20 juni 1984) was een Nederlands taalkundige, hoogleraar te Nijmegen en letterkundige.

## Biografie
Michels was een zoon van Joannes Bernardus Michels, hoofd van een openbare lagere school, en Elisabeth Johanna Tersmetten. Vijf van zijn zes broers en zussen werden priester of non. Hij trouwde zelf tweemaal en kreeg zelf ook zeven kinderen.
Michels behaalde in 1905 het gymnasium alpha-diploma aan het Canisiuscollege te Nijmegen. Daarna ging hij Nederlandse taal- en letterkunde te Utrecht studeren waar hij in 1913 cum laude slaagde voor zijn doctoraal examen. In 1941 promoveerde Michels bij prof. B.H. Molkenboer O.P. op de dissertatie Bijdrage tot het onderzoek van Vondel's werken. 
Na zijn doctoraal was hij twee jaar leraar te Rolduc. In 1915 ging hij lesgeven aan de RK Leergangen in Den Bosch, respectievelijk Tilburg, tot hij in 1946 hoogleraar werd in de Nederlandse en Indo-Germaanse taalkunde aan de Katholieke Universiteit Nijmegen. Ook was hij werkzaam als leraar Nederlands en geschiedenis aan het Tilburgse Odulphuslyceum. Tevens was hij van 1913 tot 1941 redacteur van het Tijdschrift voor taal en letteren. Hij publiceerde onder het pseudoniem Keye gedichten in het blad Brabantia nostra. In 1958 ging hij met emeritaat. Een van zijn laatste leerlingen was Karel Reijnders (1920-1997) die bij hem in 1958 zijn doctoraal examen deed over Louis Couperus (1863-1923) met de scriptie Couperus buiten de perken. Aliënisme, extravagantie, impressionisme.